# Susan Brown (Schauspielerin, 1932)

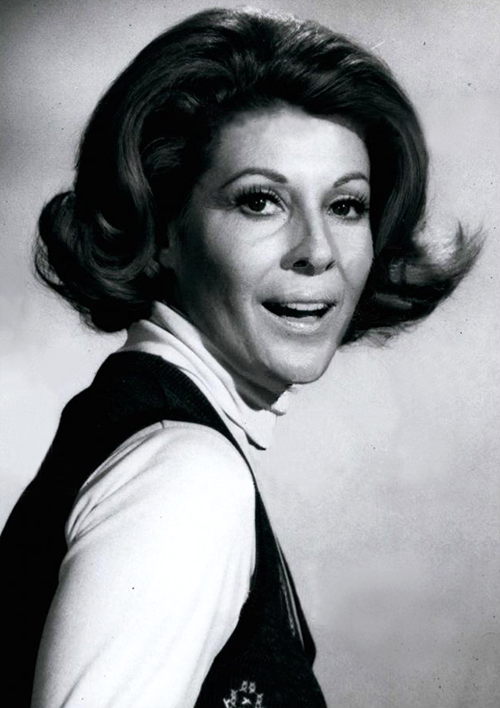
Susan Brown

Susan Brown (* 4. Mai 1932 in San Francisco, Kalifornien; † 31. August 2018) war eine amerikanische Schauspielerin.

## Leben
Nach dem Highschoolabschluss studierte Brown an der University of Southern California und begann ihre Schauspielausbildung. Vorerst beschränkte sich ihre Karriere aufs Theater und den Broadway. Dort spielte sie unter anderem neben Stars wie Marjorie Lord oder Melvyn Douglas.
1956 trat sie das erste Mal in einer Fernsehserie auf. Es folgten unzählige Auftritte in Fernsehproduktionen. Den größten Erfolg feierte sie in der Soap General Hospital als Dr. Gail Baldwin. Sie spielte die Rolle von 1977 bis 1985. Ab 1992 war sie bis 2004 in unregelmäßigen Abständen in der Serie zu sehen. 1979 erhielt sie eine Emmynominierung.
Neben ihrer Schauspielerei arbeitete Susan Brown auch als Designerin. Zu ihren Kunden gehörten Concetta Tomei, Anne Archer und Kin Shriner. 
Susan Brown lebte zuletzt im San Fernando Valley, Kalifornien. Brown starb 2018 an den Folgen der Alzheimer-Krankheit.

## Filmografie (Auswahl)
Fernsehen
- 1961: Alfred Hitchcock Presents
- 1963, 1964: Dr. Kildare
- 1963: 77 Sunset Strip
- 1969: Twen-Police
- 1967, 1970: Im wilden Westen (Death Valley Days)
- 1972: Kobra, übernehmen Sie (Mission: Impossible)
- 1974: Kojak – Einsatz in Manhattan (Kojak)
- 1977: Quincy
- 1977–1985, 1992–2004: General Hospital
- 1978: Todesflug 401 (Crash)
- 1986, 1988: California Clan
- 1986: Mord ist ihr Hobby (Murder, she wrote)
- 1987: Hotel
- 1987: Staatsgefängnis No. 1 (Mariah State)
- 1988: Zeit der Sehnsucht (Days of our Lives)
- 1989: Der Fall Nixon (The Final Days)
- 1991: Beverly Hills, 90210
- 1991: Ihre letzte Chance
- 1992: Ein Geist zum Küssen (Love can be Murder)
- 1994: Frasier
- 1997: Port Charles

Kino
- 1963: Die verlorene Rose (The Stripper)
- 1971: Andromeda – Tödlicher Staub aus dem All (The Andromeda Strain)
- 1974: Verflucht sind sie alle (The Klansman)
- 1996: Schatten der Vergangenheit (To face her Past)